# Carlton-Club-Treffen (1922)

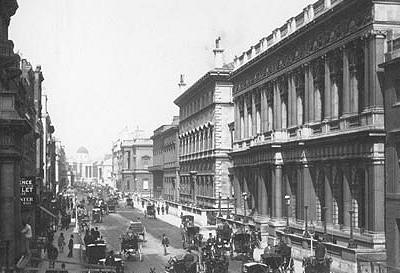
Der Carlton Club, traditioneller Treffpunkt der konservativen Abgeordneten

Das Carlton-Club-Treffen von 1922 war ein Treffen der Parlamentsabgeordneten der britischen Conservative Party (Konservative Partei) am 19. Oktober 1922. Es fand im namensgebenden Carlton Club statt. Anlass war eine offene Diskussion um die Frage, ob die Partei die Koalitionsregierung mit dem von David Lloyd George geführten Teil der Liberal Party (Liberale Partei) über die nächste Unterhauswahl hinaus fortsetzen oder beenden solle. Während die Parteiführung um Austen Chamberlain für eine Fortführung der Koalition eintrat, machte sich eine Hinterbänkler-Gruppe um Andrew Bonar Law und Stanley Baldwin dafür stark, die anstehende Unterhauswahl am 15. November 1922 als unabhängige Kraft zu führen. Die Hinterbänkler konnten sich durchsetzen und erzwangen so ein Ende der Koalition. Lloyd George trat daraufhin als Premierminister zurück und die Konservativen bildeten am 23. Oktober 1922 eine Regierung unter ihrem neuen Vorsitzenden Bonar Law.
Das Treffen hatte weitreichende Auswirkungen. Lloyd George (1863–1945), der die letzten Jahre die politische Bühne Großbritanniens dominiert hatte, hielt nie wieder ein politisches Amt. 
Eine mögliche Spaltung der Konservativen wurde verhindert; ebenso die von Lloyd George, Lord Birkenhead und Winston Churchill betriebene Fusion aus moderaten Konservativen und Liberalen zu einer neuen Zentrumspartei. In der britischen Parteienlandschaft, in der sich aufgrund des Mehrheitswahlrechts traditionell zwei Parteien als Antipoden gegenüberstehen, bildete sich für die nächsten Jahre ein unbeständiges Dreiparteiensystem heraus, bestehend aus Konservativen, Liberalen und der Labour Party (Arbeiterpartei), wobei die Liberalen in dieser Phase als Gegenspieler der Konservativen nach und nach von der aufstrebenden Labour-Partei abgelöst wurden.
Das Carlton-Club-Treffen ist auch in der heutigen politischen Berichterstattung britischer Medien präsent und wird regelmäßig zitiert, um die potentielle Macht konservativer Hinterbänkler herauszustreichen.

## Hintergrund

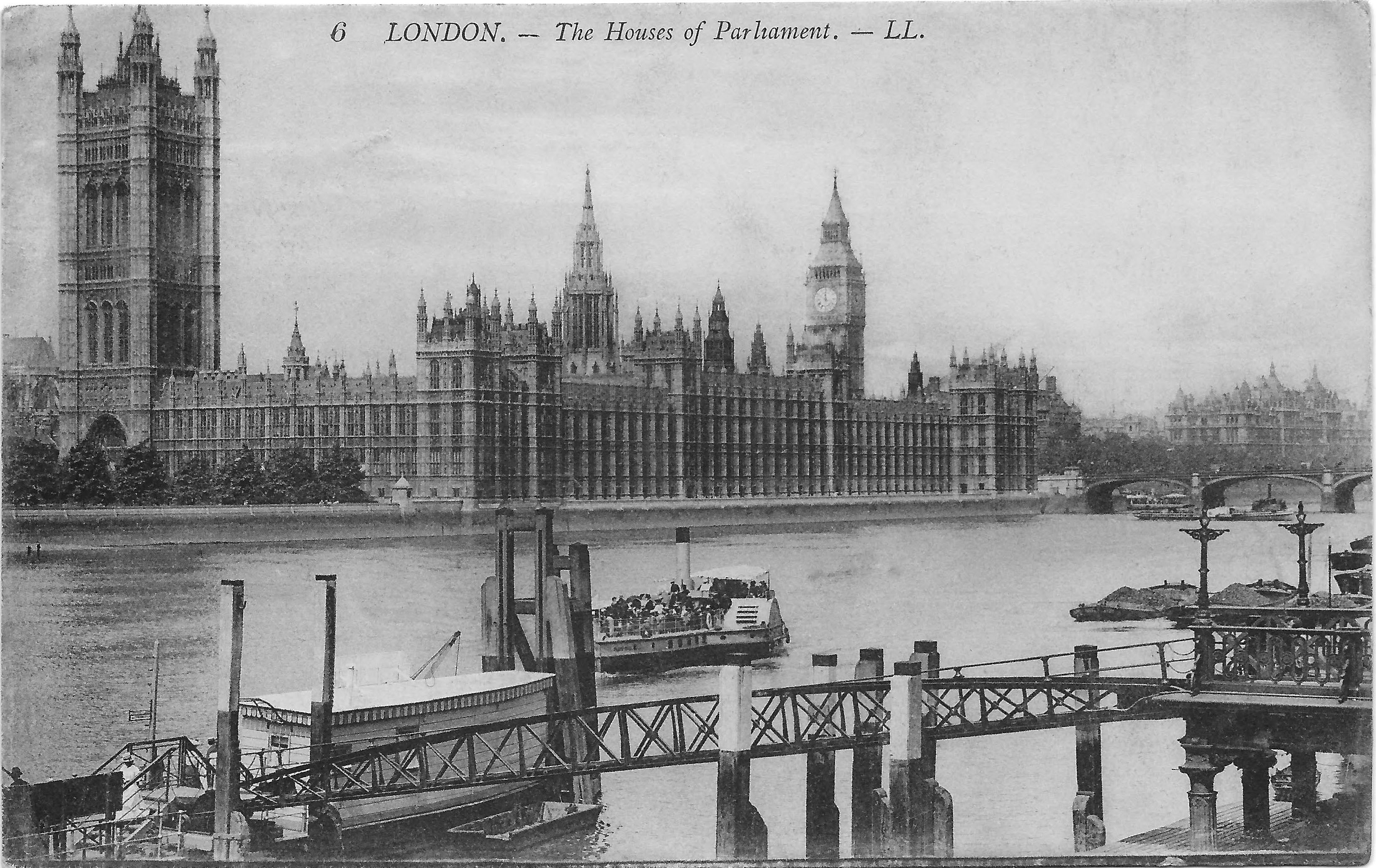
Houses of Parliament im Jahr 1914

Seit ihrer klaren Niederlage bei der Unterhauswahl von 1906 hatte sich die Konservative Partei in jahrelanger Opposition befunden. Die sozialen Reformgesetze der regierenden Liberalen, die maßgeblich von Premierminister H. H. Asquith und seinem Schatzkanzler David Lloyd George vorangetrieben wurden, trafen auf den heftigen Widerstand der Konservativen. Vor allem das sogenannte „Volksbudget“ (ein Gesetzespaket mit umfangreichen Steuern auf Landeigentümer, um soziale Maßnahmen zu finanzieren), der nachfolgende Parliament Act 1911, der das Veto-Recht des konservativ dominierten Oberhauses (House of Lords) radikal beschnitt und die andauernde Home-Rule-Frage über die irische Selbstverwaltung sorgten für erbitterte Auseinandersetzungen. Die Konservativen vertraten die Interessen der Landbesitzer und definierten sich traditionell als entschiedene Gegner der irischen Selbstverwaltung – so nannten sie sich auch, um dies auszudrücken, ab 1912 offiziell die „Conservative and Unionist Party“. Die erbitterten Konflikte um das Veto-Recht des Oberhauses hatten schließlich auch zu innerparteilichen Verwerfungen der Konservativen geführt; eine Gruppe um Lord Halsbury forderte (erfolglos) eine totale Opposition um jeden Preis. Dieser rechte Flügel wurde wegen seiner kompromisslosen Haltung als „Ditchers“ oder auch als „Die-hards“ (abgeleitet aus der englischen Redewendung die in the last ditch, deutsch etwa Kampf bis zum bitteren Ende) bezeichnet. Die Halsbury-Gruppe konnte die Verabschiedung des Parliament Act nicht verhindern, agitierte jedoch erfolgreich gegen den aus ihrer Sicht allzu zögerlichen Parteiführer Arthur Balfour, der im November 1911 zurücktrat. Sein Nachfolger wurde Andrew Bonar Law.
Nach dem Beginn des Ersten Weltkriegs im August 1914 gab es zunächst ein Stillhalteabkommen in der Parteipolitik, um nationale Einigkeit zu demonstrieren. Die Konservativen selbst bezeichneten dies als „patriotische Opposition“. Angesichts sich mehrender militärischer Niederlagen und wiederholter Rückschläge stieß dieses Abkommen allerdings zunehmend an seine Grenzen. Vor allem die von Winston Churchill unnachgiebig betriebene „Dardanellenstrategie“ mit dem Ziel, das Osmanische Reich aus dem Krieg zu drängen und damit einen sicheren Seeweg zum Verbündeten Russland zu schaffen, war umstritten; die daraus resultierende verlustreiche und erfolglose Schlacht von Gallipoli (19. Februar 1915 bis 9. Januar 1916) hatte zu heftigen Auseinandersetzungen und schließlich zum Rücktritt des Ersten Seelords John Arbuthnot Fisher geführt. Dies und die sogenannte Munitionskrise von 1915 (ein Mangel an Artilleriegeschossen bei den britischen Truppen an der Westfront) sorgte auch für heftige Kritik der britischen Presse. Eine weitere Alleinregierung der Liberalen und ein Stillhalten der konservativen Opposition war unter diesen Umständen zunehmend unmöglich geworden. Deshalb wurde 1915 eine Koalition zwischen den von Premierminister Asquith geführten Liberalen und den Konservativen um ihren Parteiführer Andrew Bonar Law gebildet. Dazu wurde diese Regierung von Teilen der Labour-Partei unterstützt – obwohl Teile der Labour-Partei der Regierung fernblieben, da sie nicht ihre pazifistische Überzeugung verraten wollten.

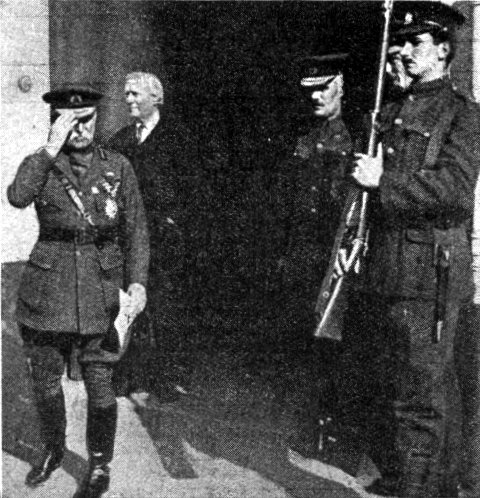
Premierminister Asquith (zweiter von links in Zivilkleidung) bei einem Besuch des Britischen Expeditionskorps (1915)

Während die führenden Mitglieder der Konservativen bei der Regierungsbildung bereitwillig eigene Ambitionen zurückstellten und sich im Interesse der Sache in mehreren Fällen auch mit niederen Posten zufriedengaben, zeigten viele Mitglieder in der Basis der Partei großen Ehrgeiz, woraus ein scharfer Wettbewerb um die wenigen zur Verfügung stehenden Posten resultierte. So wurde Bonar Law, der sich trotz seiner Rolle als konservativer Parteiführer mit dem Posten des Kolonialministers zufriedengegeben hatte, mit Briefen geradezu bombardiert, in denen ehrgeizige Anhänger um ein subalternes Amt baten.
Bis Ende 1916 war auch Premierminister Asquith ins Zentrum der Kritik gerückt; Asquith, der die Presse verachtete, lehnte es ab, sich mit ihr abzugeben und für seine Sache zu werben. Der mächtige Zeitungsmagnat Lord Northcliffe, Eigentümer von The Times und Daily Mail, arbeitete dagegen auf seine Absetzung hin. In der Presse wurde Asquith einerseits wegen seiner exaltierten Frau Margot (die einen Teil ihrer Schulzeit in Berlin verbracht hatte und auch im Krieg noch offen germanophil war), andererseits wegen seiner bekannt abwartenden Strategie, die er vormals selbst mit den Worten „Wait and see“ (Abwarten und schauen) beschrieben hatte, harsch kritisiert. Asquiths politische Gegner, zu denen Edward Carson und Alfred Milner zählten, warfen ihm Entscheidungsschwäche und Indifferenz vor; dies, andauernde langwierige Diskussionen und zahlreiche interne Intrigen machten einen schnellen Entscheidungsprozess im Kabinett unmöglich. Dagegen erwarb sich Lloyd George als Munitions- und nachfolgend als Kriegsminister eine Reputation für energisches und tatkräftiges Handeln. Mitte November 1916 fanden sich Carson, Lloyd George und Bonar Law zusammen und forcierten in der Folge eine Petition: Ein kleineres Kriegskabinett, bestehend aus vier Personen mit Lloyd George an der Spitze, sollte gebildet werden, Asquith diesem dagegen nicht angehören.
Asquith weigerte sich, dies zu akzeptieren, woraufhin Lloyd George seinen Rücktritt einreichte. Da Bonar Law jedoch Lloyd George unterstützte und den Rücktritt aller konservativen Minister androhte, sah Asquith keine andere gangbare Option mehr und trat von seinem Amt zurück. Diese Entscheidung führte zur Spaltung der Liberalen Partei. Während der als Premierminister verdrängte Asquith mit seinen Anhängern in die Opposition ging, verblieb ein (kleinerer) Teil der Liberalen unter dem neuen Premierminister Lloyd George in der Koalition.

## Die „Coupon-Wahl“ 1918

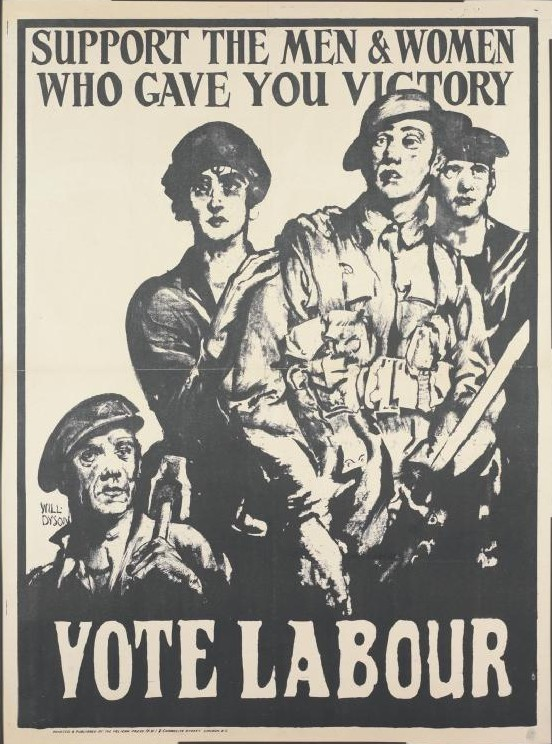
Ein Wahlplakat der Labour-Partei während des Wahlkampfs von 1918

Diese Koalition gewann die Britische Unterhauswahl 1918, bei der erstmals allen Männern über 21 Jahren und Frauen über 30 Jahren das Wahlrecht gewährt worden war. Diese Wahl wird auch als „Coupon-Wahl“ bezeichnet – da die Regierung zuvor Schreiben (coupons) an bestimmte Politiker der Liberalen und Konservativen gesandt hatte, die sie als Anhänger der bestehenden Koalition auswies. Dies verschärfte die bereits bestehende interne Spaltung der Liberalen Partei und versetzte ihr einen schweren Schlag. Die Koalitionsregierung gewann bei der Wahl eine deutliche Mehrheit mit den Konservativen als Hauptgewinner, die Liberalen unter Asquith schrumpften dagegen zu einer Rumpfpartei. Auch die Koalitionsliberalen befanden sich nun deutlich in der Minderheit; die Koalition bestand zu drei Vierteln aus Konservativen und einem Viertel aus Liberalen auf der Seite Lloyd Georges, während Asquiths Liberale von der aufstrebenden Labour-Partei als die führende Oppositionspartei abgelöst worden waren. Diese hatte nach Beendigung des Krieges ebenfalls die Koalition verlassen. In Irland gewann die radikale Partei Sinn Féin, die für die Loslösung Irlands aus dem Vereinigten Königreich eintrat und keine Abgeordneten nach Westminster entsandte, auf Kosten der moderaten Irish Parliamentary Party erstmals 73 Sitze. Die Irish Parliamentary Party, die seit vielen Jahren im Unterhaus mit den Liberalen alliiert war, wurde bei der Wahl nahezu ausgelöscht.
Die schwierige Lage der Liberalen hatte sich auch durch die fällige Neuaufteilung der Wahlkreise verschärft, die der neuen Bevölkerungsverteilung Rechnung trug. Zahlreiche Sitze, in denen die Liberalen traditionell gewonnen hatten, waren aufgelöst und dafür mehrere neue Sitze mit einer konservativen Mehrheit kreiert worden. Im Ganzen stieg die Zahl der Abgeordneten im Unterhaus um 37 an; die neue Aufteilung gab den Konservativen dabei in den Landesteilen England, Schottland und Wales insgesamt 28 neue Sitze im Unterhaus verglichen mit der letzten Unterhauswahl im Dezember 1910, während Liberale und Labour gemeinsam auf nur insgesamt 8 neue Sitze kamen.
Das neue Parlament unterschied sich jedoch nicht nur in seiner relativen Parteienstärke erheblich von seinem Vorgänger, auch die personelle Zusammensetzung der Parteien – insbesondere auch der Konservativen – hatte sich substantiell verändert. Stark vertreten in der konservativen Unterhausfraktion waren nun Geschäftsleute, die ihren Wohlstand oftmals auch dem Krieg verdankten. Der konservative Politiker J. C. C. Davidson, Privatsekretär Bonar Laws und 1920 bei einer Nachwahl ins Unterhaus gewählt, schilderte Lord Stamfordham, dem Sekretär von König Georg V., dass der altmodische Gentleman vom Land und die akademischen Berufe kaum noch repräsentiert seien, dafür jedoch ein hoher Anteil an profitgierigen, nüchternen Männern nun die Reihen der konservativen Partei aufgefüllt hätte. Auch Lloyd George äußerte bei einer Gelegenheit, er habe das Gefühl, nicht mehr zum Unterhaus zu sprechen, sondern zu einer Handelskammer auf der einen und zum Trades Union Congress auf der anderen Seite. Die neue Gruppe von konservativen Parlamentsabgeordneten zeigte sich wenig kompromissbereit und tendierte dazu, wirtschaftspolitische Fragen rein aus der Arbeitgeberperspektive zu sehen. Im gesellschaftlichen Klima der Nachkriegszeit, in dem Profitmacherei angesichts der großen Opfer des Krieges stigmatisiert war und die Spannungen zwischen den gesellschaftlichen Klassen zunahmen, führte dies zu einem Ansehensverlust der Koalition in den unteren Schichten der Bevölkerung.

## Krisen der Koalitionsregierung

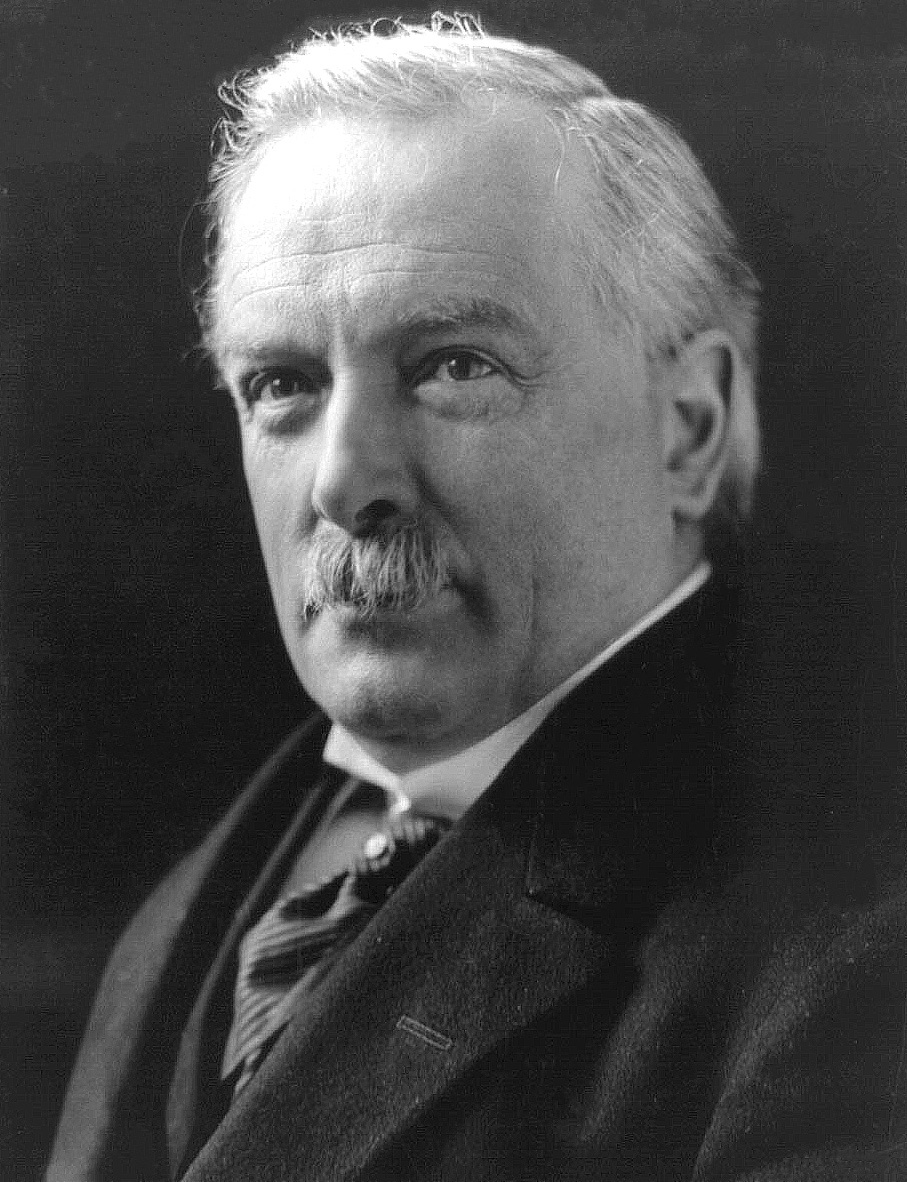
Premierminister David Lloyd George (1919)

Die anfängliche Dankbarkeit gegenüber David Lloyd George als „dem Mann, der den Krieg gewonnen hatte“, war schnell zunehmender Ernüchterung gewichen. Der kurze wirtschaftliche Nachkriegsboom in Großbritannien war Ende 1920 deutlich abgekühlt. Bis Mitte 1921 wuchs die Zahl der Arbeitslosen von anfänglich 300.000 auf über zwei Millionen Menschen an. Es kam zu einer Serie von Streiks von Eisenbahnern und Bergleuten, die (vor allem nach der Russischen Revolution) die Angst vor dem Bolschewismus schürten. Dies und damit verbunden die Angst vor einer stärker werdenden, möglicherweise in den radikalen Sozialismus abdriftenden Labour-Partei war einer der Hauptgründe für das zunehmend widerwillige Festhalten an der Koalitionsregierung. Die Koalition war in der Bevölkerung zunehmend unbeliebt, mehrere Nachwahlen gingen für sie verloren. Hauptgewinner war die Labour-Partei, deren Wählerschaft sich hauptsächlich aus der Arbeiterklasse speiste und die sich sukzessive als führende Oppositionspartei konsolidieren konnte. Die Liberalen dagegen blieben weitgehend ihren Ideen (wie Freihandel und Home Rule) aus dem Viktorianischen Zeitalter verpflichtet und verloren zunehmend an Boden.
Viele Fehler wurden Lloyd George persönlich angelastet, gegen den die konservativen Hinterbänkler bereits seit vielen Jahren ein starkes Misstrauen hegten. Auch in den konservativen lokalen Parteiorganisationen wuchs die Unzufriedenheit. Diese Antipathie resultierte zum Teil aus Lloyd Georges führender Rolle während der Auseinandersetzungen um den Parliament Act 1911, zum Teil aber auch daraus, dass er im Ruf stand, ein selbstsüchtiger Politiker zu sein, der immer seine eigenen Interessen an vorderste Position stellte. Vor allem Lloyd Georges außenpolitische Initiativen erwiesen sich zumeist als Fehlschläge und waren Gegenstand zahlreicher interner Auseinandersetzungen. Das Scheitern der Konferenz von Genua und der irischen Verhandlungen fügten Lloyd Georges Prestige schweren Schaden zu. In Genua zeigte sich Lloyd George aufgrund weitgehender Differenzen zwischen der deutschen und französischen Delegation nicht in der Lage, einen diplomatischen Erfolg zu erzielen und konnte auch die parallel in Rapallo erzielte Verständigung zwischen Deutschland und Russland nicht verhindern. Während er selbst den Anglo-Irischen Vertrag als persönlichen Erfolg ansah, sorgte der Beginn einer terroristischen Kampagne Sinn Féins in der nordirischen Provinz Ulster für Unmut bei den Tories. Der in weiten Teilen der Konservativen Partei populäre Andrew Bonar Law trat aus gesundheitlichen Gründen im März 1921 vom Parteivorsitz zurück und schied aus der Regierung aus; ihm folgte Austen Chamberlain nach, der bei weitem keine so enge Kontrolle über die Hinterbänkler ausübte wie sein Vorgänger. Lloyd George verließ sich im Umgang mit der konservativen Partei auf einen engen Zirkel Vertrauter und gab sich keine Mühe, bei den Hinterbänklern für sich selbst und seine politischen Anliegen zu werben.

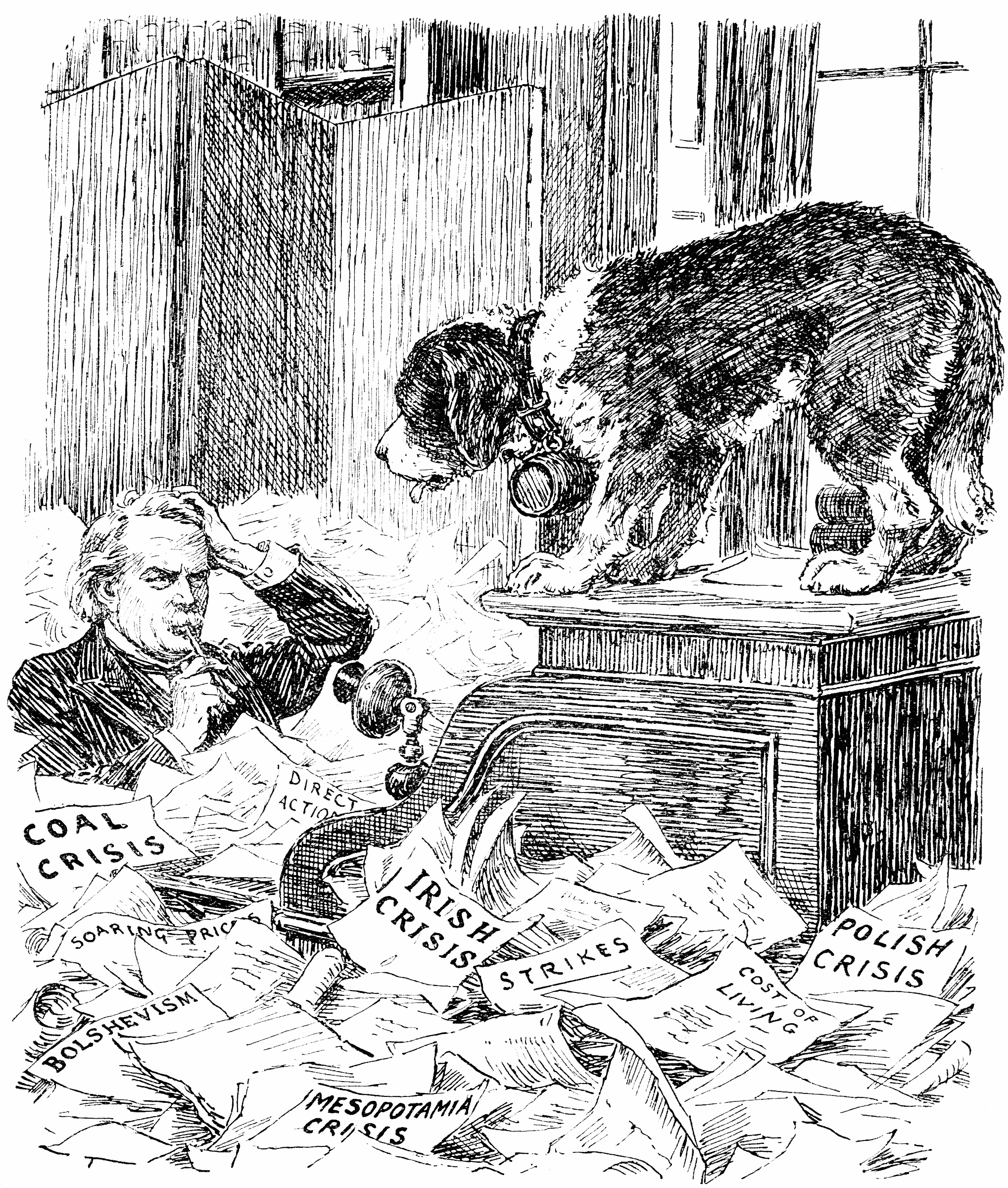
Ein Cartoon im Punch, der die politischen Probleme Lloyd Georges karikiert. (September 1920)

Im Juni 1922 erschütterte ein Korruptionsskandal das Oberhaus; mehrfach waren in den letzten Jahren Männer mit zweifelhafter Reputation geadelt worden, deren Ernennung als nicht statthaft galt, die jedoch große Summen an Vertrauensleute Lloyd Georges gespendet hatten. Aus allen Parteien wurden Forderungen nach einer Untersuchung laut. Lloyd George musste, obwohl er seine Praktiken verteidigte, im Unterhaus der Einsetzung einer royalen Kommission zustimmen, die sich eingehend mit der Zuerkennung von Adelstiteln beschäftigen sollte. Auch wenn Lloyd George damit die Angelegenheit zunächst entschärft hatte, trug sie zusätzlich zur allgemeinen Verärgerung vieler Konservativer bei und markierte einen weiteren Schritt im Niedergang der Koalition. Im Juli 1922 brach sich die allgemeine Unzufriedenheit in der Konservativen Partei Bahn. Eine Gruppe von Junior-Ministern um L.S. Amery konfrontierte die Minister der Koalition mit ihrer Forderung, die Koalition zu beenden, wurde jedoch von Lord Birkenhead in hochmütiger Weise abgekanzelt. Zudem spielte Lord Salisbury mit einigen Anhängern halböffentlich mit dem Gedanken, eine unabhängige Partei rechts von den Konservativen aufzubauen. Salisbury hatte bereits in den Auseinandersetzungen um den Parliament Act von 1911 eine führende Rolle gespielt und bildete mit etwa 50 Anhängern die auch als „Die-hards“ bezeichnete reaktionäre Gruppe, die nach wie vor viele innenpolitische Reformen ablehnte, welche die Liberalen um Asquith und Lloyd George in der Zeit vor dem Ersten Weltkrieg auf den Weg gebracht hatten. Vor allem auch in der irischen Frage opponierten sie gegen Lloyd George. Anfang August vertagte sich das Parlament in die übliche Sommerpause.
In der Folge der kleinasiatischen Katastrophe, der Niederlage Griechenlands im Krieg mit der Türkei, kam es im September 1922 zur Chanakkrise, die erneut Lloyd Georges außenpolitischen Dilettantismus vor Augen führte. Lloyd George, Kolonialminister Churchill und Lord Birkenhead veröffentlichen im Alleingang und ohne vorherige Absprachen mit dem Kabinett und den Verbündeten Großbritanniens eine Erklärung, in der sie der Türkei mit einem Krieg drohten. Der konservative Außenminister Lord Curzon musste in schwierigen Konsultationen eine Kompromisslösung, den Waffenstillstand von Mudanya, aushandeln. Curzon, der im Kabinett regelmäßiges Opfer von Lloyd Georges beißendem Spott gewesen war und sich oft übergangen gefühlt hatte, hatte mehr als einmal dessen außenpolitische Fehler zu korrigieren. Curzon hatte mehrfach seinen Rücktritt eingereicht, ihn jedoch immer wieder zurückgezogen; nach der Chanakkrise entschloss er sich jedoch endgültig zum Rücktritt, da er sich erneut von Lloyd George düpiert sah. Zudem legte die Chanakkrise ein seit mehreren Jahrzehnten bestehendes Schisma der britischen Politik offen, denn seit den Tagen Benjamin Disraelis waren die Konservativen in Orientalischen Fragen wie dem bulgarischen Aprilaufstand protürkisch orientiert, während die Liberalen seit Gladstone antitürkische Ressentiments pflegten und Anhänger des Philhellenismus waren.
In dieser Situation schrieb der zeitweilig genesene Andrew Bonar Law einen Leserbrief an die Londoner Times, der am 7. Oktober veröffentlicht wurde. Er vertrat die Ansicht, dass Großbritannien nicht als alleiniger Weltpolizist agieren könne, da die finanziellen und sozialen Konditionen des Landes dies unmöglich machen würden. Zahlreiche Unterstützer der Tories baten daraufhin Bonar Law, wieder in die aktive Politik zurückzukehren.

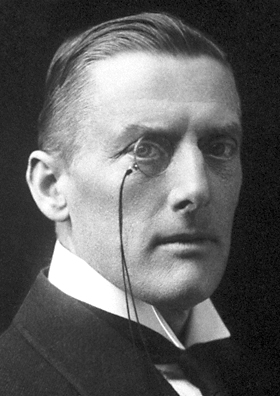
Austen Chamberlain (Unbekanntes Datum)

Am 10. Oktober kam das Kabinett überein, eine Unterhauswahl anzusetzen und diese erneut gemeinsam zu bestreiten. Am Folgetag hielt Austen Chamberlain in Birmingham eine Rede, in der er angesichts der nationalen Krise die Aufrechterhaltung der Koalition forderte, anderenfalls würde der gemeinsame Feind Labour gewinnen. Einen Tag später verteidigte Lloyd George öffentlich seine Außenpolitik, verbunden mit einem Angriff auf die Türkei, die er als blutlüstern beschrieb; zudem erinnerte er daran, dass die Türken bereits Tausende von Griechen und Armeniern ermordet hätten. Am 15. Oktober teilte Chamberlain dem konservativen Chief Whip Leslie Wilson mit, dass er sich entschlossen habe, ein Treffen aller konservativen Abgeordneten einzuberufen, um sich das Vertrauen als Parteiführer aussprechen zu lassen. Chamberlain sah sich und seinen Führungszirkel zu diesem Zeitpunkt als unentbehrlich an und zeigte sich überzeugt, dass seine internen Gegner nicht in der Lage sein würden, eine andere Regierung zu bilden.
Als Ort wurde der Carlton Club ausgewählt; im Jahr 1832 von Tory-Peers gegründet, stellte dieser private Londoner Gentlemen’s Club den traditionellen gesellschaftlichen Treffpunkt für Mitglieder der Konservativen dar. In der Mitte des 19. Jahrhunderts hatte der Carlton Club als Hauptquartier der konservativen Partei fungiert und auch mehrfach als Ausgangspunkt für parlamentarische Initiativen von konservativen Hinterbänklern gedient. Im November 1911 war er Schauplatz bei der Wahl Bonar Laws zum neuen Parteivorsitzenden gewesen, während im März 1921 Austen Chamberlain bei einem im Club abgehaltenen Treffen der konservativen Unterhausabgeordneten einstimmig zum Nachfolger Bonar Laws gewählt worden war.
In den nächsten Tagen kam es bei mehreren informellen Treffen zu einem Meinungsaustausch von Hinterbänklern der Tories, in denen sich jeweils eine Mehrheit gegen eine weitere Coupon-Wahl aussprach und bereits der Widerstand gegen die Parteiführung koordiniert wurde; bei einem dieser Treffen baten die Anwesenden Sir Samuel Hoare, E.G. Pretyman und George Lane-Fox darum, Bonar Law aufzusuchen und ihn zu überreden, die Partei aus der Koalition herauszuführen.

## Die Rolle Bonar Laws und die Nachwahl in Newport
Bonar Law wurde nun von mehreren Parteifreunden bestürmt, sich für eine der Seiten auszusprechen. Er zögerte lange, erklärte sich jedoch schließlich bereit, am Treffen teilzunehmen. Als ehemaligem Parteivorsitzenden kam ihm eine Schlüsselrolle zu, da, abgesehen vom schwankenden Curzon, die anderen Parteigrößen alle für eine Fortführung der Koalition unter den bestehenden Bedingungen votierten und eine neu formierte Regierung allenfalls von einem erfahrenen Politiker mit hohem Prestige gebildet werden konnte. Sein offener Brief an die Times hatte bereits implizit signalisiert, dass ein alternativer konservativer Parteiführer und Premierminister bereitstand.
Parallel zu diesen Vorgängen kam es zu einer vielbeachteten Nachwahl im Wahlkreis Newport. Der konservative Kandidat, Reginald Clarry, einer der „Die-hards“, machte bei seinen Wahlkampfauftritten seine Abneigung gegen die von Lloyd George geführte Koalition deutlich und verspottete in einer Rede offen Lloyd Georges „stümperhafte Diplomatie“. Während allgemein ein Sieg des Kandidaten der Labour-Partei erwartet worden war, zeigte die Auszählung am Abend des 18. Oktober, dass mit Reginald Clarry der konservative Kandidat die Wahl gewonnen hatte, während der Kandidat der Liberalen deutlich abgeschlagener Dritter war. Die einflussreiche Londoner Times berichtete am Morgen des 19. Oktober auf ihrer Titelseite eingehend über die Nachwahl und ordnete sie als komplette Verdammnis der Koalitionsregierung und Rechtfertigung derjenigen Konservativen ein, die sich gegen die Koalition aussprachen.

## Das Treffen

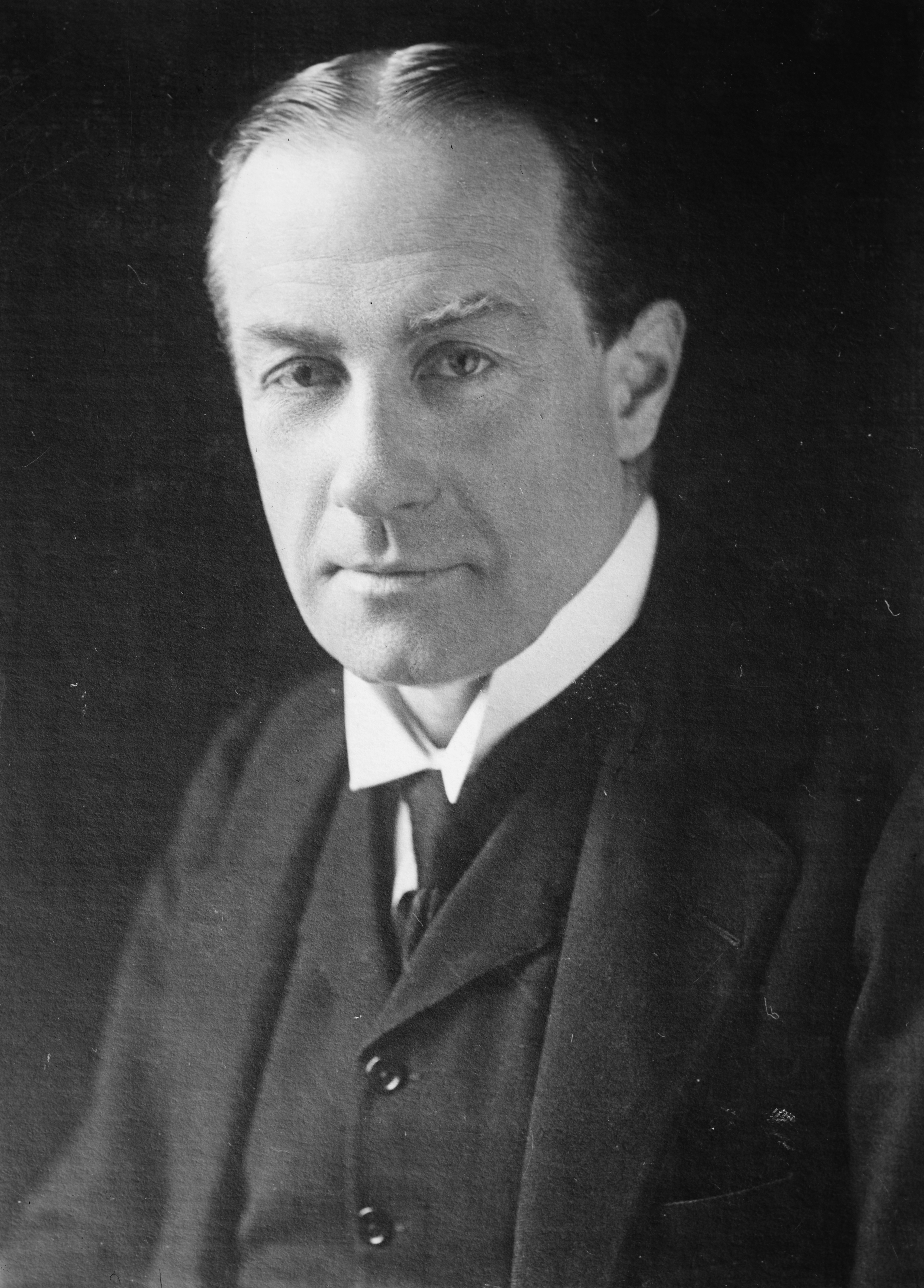
Stanley Baldwin (1920)

Das anberaumte Treffen begann am 19. Oktober um 11 Uhr morgens unter großem Andrang der konservativen Abgeordneten. Etwa 290 von ihnen waren anwesend. Chamberlain wurde kühl, Bonar Law dagegen mit Jubel begrüßt. Lord Birkenhead wurde bei seinem Eintreffen mit lauten Unmutsbekundungen empfangen. Chamberlain eröffnete das Treffen und kritisierte, dass die öffentliche Kritik während der Chanakkrise Großbritanniens Einfluss und Prestige ernsthaften Schaden zugefügt habe. Er führte aus, dass der wahre Konflikt nicht zwischen Liberalen und Konservativen ausgetragen werde, sondern zwischen freiheitlichen Kräften und denen, die für den Sozialismus stünden. Es sei unmöglich, allein eine Mehrheit gegen die Labour-Partei zu erringen. Folglich sei es auch Wahnsinn, zu diesem Zeitpunkt eine Spaltung der Allianz mit den Liberalen herbeizuführen. Chamberlains Rede wurde mehrheitlich negativ aufgenommen.
Unmittelbar nach Chamberlain sprach der aufstrebende Stanley Baldwin. Er kritisierte die mit der Partei nicht abgesprochene Kabinettsentscheidung über die nächste Wahl, drohte mit seinem Rücktritt aus der Regierung und damit, die kommende Wahl als unabhängiger konservativer Kandidat zu bestreiten. Baldwin beschrieb Lloyd George als eine dynamische Kraft, die jedoch die Konservativen ebenso spalten könne wie zuvor bereits die Liberalen: „Nehmen Sie Mr. Chamberlain und mich selbst. Er ist entschlossen, in die politische Wildnis zu gehen, wenn er dazu gezwungen ist, den Premierminister im Stich zu lassen, und ich bin vorbereitet in die Wildnis zu gehen, wenn ich gezwungen bin, bei ihm zu bleiben.“ Baldwins Rede fand viel Applaus. Es folgte der Abgeordnete E. G. Pretyman, der sich gegen eine Fortführung der Koalition aussprach; den aktuellen Herausforderungen könne am besten durch konservative Prinzipien begegnet werden. Er brachte eine Resolution ein, dass die anstehende Unterhauswahl als unabhängige Partei geführt werden solle. Dies wurde vom nächsten Redner, George Lane-Fox, unterstützt. Danach meldete sich F. B. Mildmay mit einer konzilianten Rede zu Wort, woraufhin sich Sir Henry Craik, einer der „Die-hards“, ebenfalls für einen Bruch mit Lloyd Georges Liberalen aussprach.
Dann folgte Bonar Law, der vor einer Fortsetzung der Koalition warnte und prophezeite, es würde ansonsten zu einer Spaltung der Konservativen Partei kommen. In dieser Situation sei für ihn die Einheit der Partei wichtiger als die nächste Wahl zu gewinnen. Das Gefühl gegen eine Fortsetzung der Koalition sei mittlerweile jedoch so stark, dass die Partei gespalten und eine neue Partei geformt werde, wenn man Chamberlains Rat folge. Die als moderat geltenden Mitglieder würden gehen, der verbliebene Rest der Partei würde reaktionärer werden. Er zog eine Analogie zum Jahr 1846, als der Streit um die Korngesetze die Partei gespalten hatte: Eine Generation würde es dauern, ehe die Konservative Partei wieder zu dem Einfluss zurückfinden würde, der ihr zustehe. Der ehemalige Parteiführer Arthur Balfour sprach sich dagegen für die Fortführung der Koalition aus und nannte Pretymans Vorstoß unehrenhaft. Leslie Wilson, der Chief Whip und auch ein Junior-Minister in der Koalition, äußerte, dass er der Wählerschaft in seinem Wahlkreis nach Chamberlains Statement immer noch nicht sagen könne, ob es im Fall eines konservativen Wahlsieges auch einen konservativen Premierminister geben würde. James Fitzalan Hope, ein Unterstützer der Koalition, regte nun eine Vertagung an, Chamberlain drängte jedoch auf eine sofortige Entscheidung.
Das Votum wurde offen abgehalten, mit Karten, auf denen der Name des jeweiligen Abgeordneten markiert war. Das Ergebnis war eindeutig, mit 187 zu 87 Stimmen, die sich für Pretymans Resolution aussprachen. Etwa ein Dutzend der anwesenden Abgeordneten hatte kein Votum abgegeben. Eine spätere Analyse der Abstimmung sah die stärksten Gegner der Koalition in sicheren konservativen Wahlkreisen, wie beispielsweise in Kent, Surrey, Sussex sowie besonders in Nordirland und London, wo jeweils fast alle (anwesenden) Abgeordneten gegen die Koalition stimmten. Die Unterstützer der Koalition waren dagegen in denjenigen umkämpften Wahlkreisen zu finden, wo die Tories sich mit den Liberalen auseinandersetzen mussten, vor allem in Schottland, East Lancashire sowie im englischen Südwesten. Die Gegner der Koalition setzten sich dabei sowohl aus der Gruppe der „Die-hards“ zusammen als auch aus den als sehr moderat geltenden Tories wie Baldwin, Hoare und Edward Wood.
Das Conservative Central Office, das Hauptquartier der Konservativen Partei, veröffentlichte nach dem Treffen ein detailliertes Kommuniqué, worauf sich die Times und andere Zeitungen in ihrer Berichterstattung am folgenden Tag stützten. In diesem Kommuniqué wurde lediglich eine beiläufige Äußerung Andrew Bonar Laws am Ende des Treffens ausgespart, in der er zugab, sich als Opportunisten zu sehen, den die Zerstörung der Liberalen Partei durch David Lloyd George nicht im geringsten beunruhige.
Die anwesenden Parlamentsmitglieder gaben in den nächsten Tagen ebenfalls in ihren Wahlkreisen Rechenschaft über das Treffen und ihr eigenes Abstimmungsverhalten ab.

## Unmittelbare Nachwirkung

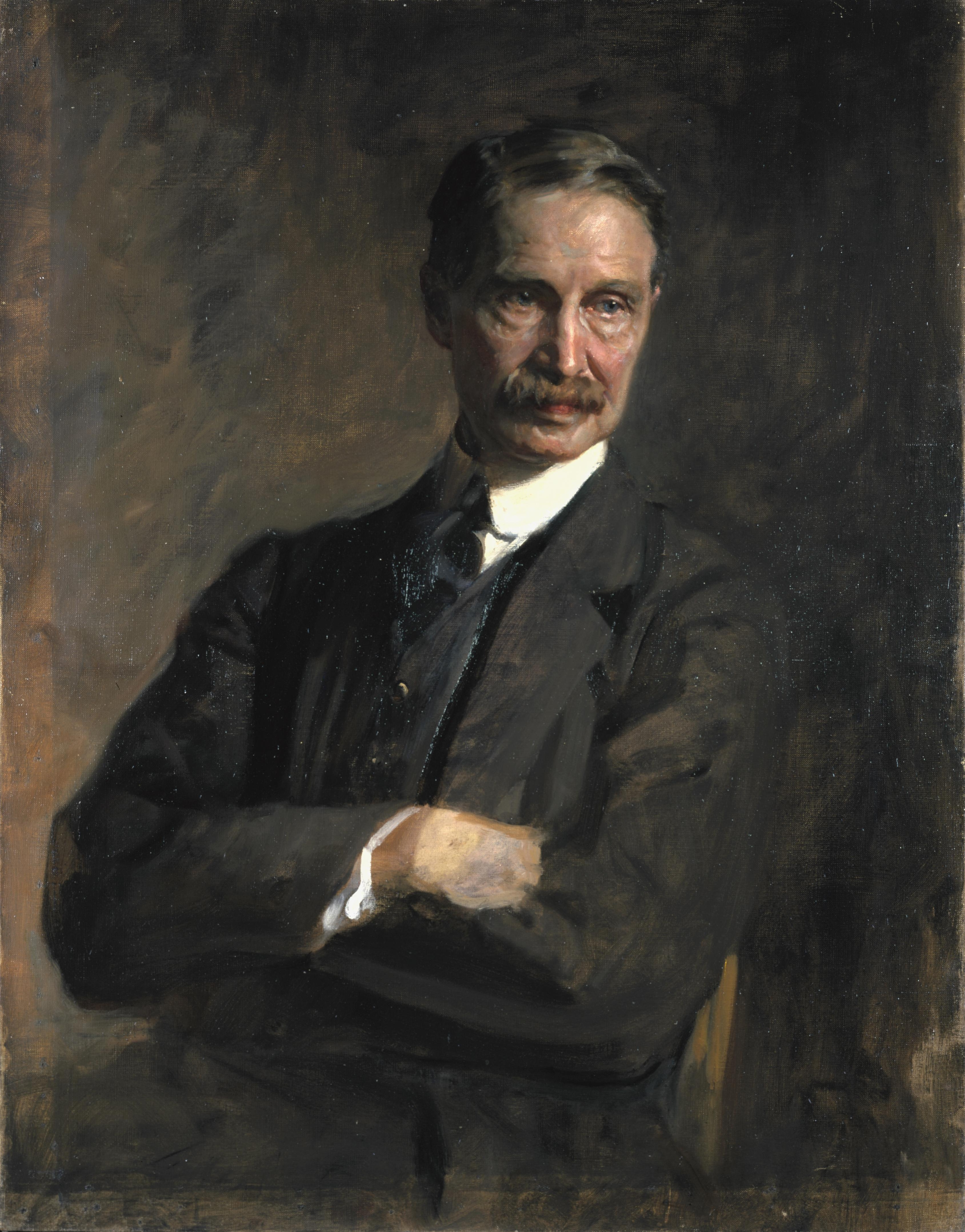
Andrew Bonar Law, Gemälde von 1924

Sofort nach dem Treffen reichten einige konservative Kabinettsmitglieder um Stanley Baldwin bei Premierminister Lloyd George ihren Rücktritt ein. Austen Chamberlain beriet sich dagegen zunächst mit seinen Unterstützern. Lloyd George fuhr im Verlauf des Nachmittags zum Buckingham Palace und gab König Georg V. seinen Rücktritt bekannt. In der Erwartung, es könne gegen sie keine Regierung gebildet werden, schlossen sich nun zahlreiche namhafte Kabinettsmitglieder – neben Chamberlain und Balfour auch Lord Birkenhead, Sir Robert Horne und der Earl of Crawford – Lloyd George an. Der König schickte daraufhin seinen Sekretär Lord Stamfordham zu Bonar Law und lud ihn dazu ein, eine neue Regierung zu bilden. Dieser lehnte zunächst mit dem formellen Hinweis ab, dass er kein Parteiführer sei. Am 23. Oktober wurde er jedoch einstimmig zum Parteiführer der Konservativen gewählt und bildete in den nächsten Tagen zur Überraschung vieler Beobachter eine neue Regierung, bei der er sich vor allem auf Curzon als Außenminister und Baldwin als Schatzkanzler stützte. Dazu berief er mehrere derjenigen Junior-Minister und Staatssekretäre aus der letzten Regierung, die gegen die Koalition gestimmt hatten. Zudem berief er mit Lord Salisbury den Anführer des aristokratischen rechten Parteiflügels, der „Die-hard“-Gruppe, als Lordpräsident des Rates (Lord President of the Council) in sein Kabinett. Da Chamberlain und seine Anhänger die Regierungsbildung boykottiert hatten, war Bonar Laws Kabinett nur mit wenigen erfahrenen Politikern besetzt. Der zusammen mit Lloyd George gestürzte Winston Churchill nannte die Regierung deshalb abschätzig „eine Regierung der zweiten Elf“.
Lloyd George attackierte Bonar Law im nun beginnenden Wahlkampf bei seinem ersten Auftritt in Leeds; das Carlton-Club-Treffen nannte er „ein Verbrechen gegen die Nation“ und bezeichnete es als „reaktionäres Treffen“, das von Mayfair und Belgravia (vornehmen Londoner Stadtteilen, in denen traditionell konservativer Hochadel und Finanzmagnaten residiert hatten) aus vorangetrieben worden sei. Lord Birkenhead, der sich in seiner Partei nun weitgehend isoliert fand, folgte wenig später in ähnlicher Weise und nannte das Treffen eine Revolte der Parteimaschinerie und von „zweitklassigen Köpfen“, deren Mittelmäßigkeit ihn beängstige. Dagegen attackierten die Liberalen unter Asquith im Wahlkampf zwar die Konservative Partei, zeigten sich jedoch gleichzeitig befriedigt über den Sturz von Lloyd George. Bonar Laws Wahlmanifest versprach demgegenüber eine Abkehr von Unsicherheit und Rücksichtslosigkeit in der Außenpolitik, und einer Rückkehr zu Ruhe und Stabilität in der allgemeinen Regierungspolitik.

## Historische Signifikanz
Aufgrund der unbeständigen und im Fluss befindlichen Situation in der britischen Parteienlandschaft der Nachkriegsjahre hatten Zeitgenossen eigentlich eine Weiterführung der Koalition unter geänderten Bedingungen erwartet; die von den Konservativen gewonnene Unterhauswahl am 15. November 1922 führte jedoch zu einer Stabilisierung und machte eine Koalitionsregierung unwahrscheinlich. Im Ergebnis des Treffens wurde eine Spaltung der Konservativen Partei verhindert, die zuvor von Salisbury und einigen Unterstützern auf der einen Seite, von Lloyd George (mit dem Gedanken, eine Zentrumspartei zu formen;) auf der anderen Seite betrieben worden war. Durch den Fall der Koalition wurde zudem das bisherige britische Zweiparteiensystem (mit den Konservativen und den Liberalen als Antipoden) durch eine kurze Übergangsphase mit drei Parteien abgelöst, in der die Liberalen zunehmend von der Labour-Partei als führendem Gegenspieler der Konservativen verdrängt wurden. Lloyd George, einer der dominierenden Politiker der vergangenen Dekade, hatte nie wieder ein Amt inne. Auch die Liberale Partei stellte seither nie wieder den Premierminister. Das Treffen markiert das einzige Mal, in dem Hinterbänkler ihren Parteiführer und die Regierung stürzten. Deshalb nimmt es bis heute einen prominenten Platz in der britischen Parteigeschichte ein regelmäßig wird in der politischen Berichterstattung Bezug auf das Treffen genommen, um die Macht der konservativen Hinterbänkler herauszustreichen.
Der Historiker Robert Blake sah im Carlton-Club-Treffen einen demokratischen Vorgang, der das verloren gegangene Vertrauen nicht nur der konservativen Parlamentsmitglieder, sondern weiter Teile der Partei in Austen Chamberlains Führung ausdrückte. Auch ein anderes Votum hätte demnach allenfalls eine aufschiebende Wirkung gehabt, da aufgrund der vorherrschenden Stimmung in der Partei ein späterer Parteitag letztlich ebenfalls Chamberlains Niederlage bewirkt hätte. Michael Kinnear bewertete das Treffen nicht als generelle Absage an eine Koalition, sondern lediglich als Willensbekundung der Konservativen Partei, im Falle einer Mehrheit nach der nächsten Wahl allein eine Regierung zu bilden. Chamberlains unstete Führung habe mehr als alles andere das Ergebnis des Carlton-Club-Treffens entschieden; wäre die Führerschaft der Konservativen auch nach 1921 im festen Griff Bonar Laws geblieben, hätte es laut Kinnear nicht zum Bruch kommen müssen. John Campbell sah das Ergebnis des Treffens als logische Folge der inneren Widersprüche der Koalition und ihrer Unpopularität; in dem Moment, als (mit Bonar Law als Nachfolger Chamberlains) eine echte Alternative auftauchte, sei sie zu Fall gebracht worden. Es habe lediglich Bonar Laws Rückkehr in die aktive Politik und Curzons Seitenwechsel benötigt, um die Masse der konservativen Partei hinter einer neuen Regierung zu versammeln. David Powell sah den Fall der Koalition ebenfalls als Folge der Unpopularität des Premierministers und der Widersprüche innerhalb der Koalition. Das Treffen im Carlton Club sei als Produkt längerfristiger Spannungen innerhalb der Konservativen Partei zu verstehen; dazu habe das weitverbreitete Misstrauen innerhalb der Partei gegen Lloyd George den Bruch der Koalition in ihrer bestehenden Form letztlich unvermeidlich gemacht. Eine weitere Kooperation mit den Liberalen wäre, so Powell, nur durch die vorherige Absetzung des Premierministers David Lloyd George möglich gewesen.

## Forschungsgeschichte
Das Carlton-Club-Treffen ist sehr gut dokumentiert und Gegenstand zahlreicher Publikationen, beginnend mit der Berichterstattung am folgenden Tag in der britischen Presse. Im Nachlass verschiedener Protagonisten des Treffens finden sich zahlreiche Unterlagen über das Treffen; vor allem der Nachlass Austen Chamberlains, in dem detailliert alle Wortmeldungen und eine Aufschlüsselung des Abstimmungsverhaltens aller Teilnehmer dokumentiert ist, ist als Quelle von Wert. Dazu können inzwischen die Tagebücher und Memoiren verschiedener Teilnehmer zur Auswertung herangezogen werden, woraus sich ein detailliertes Bild ergibt.
Beginnend in den 1950er Jahren wurde das Treffen in zahlreichen Biografien und Memoiren thematisiert. So veröffentlichte L. S. Amery 1953 seine dreibändigen Memoiren; im zweiten Band, My Political Life. Volume Two: War and Peace. 1914–1929. widmete er sich der Krise der Koalition und ihrem Ende, an dem er als parlamentarischer Unterstaatssekretär und Gegner von Lloyd George mitgewirkt hatte. 1955 gab Lord Beaverbrook als Nachlassverwalter den Anstoß für Robert Blakes Biografie über Andrew Bonar Law. Beaverbrook veröffentlichte dazu 1963 sein Buch The Decline and Fall of Lloyd George, in dem er schilderte, wie er als Zeitzeuge und am Rande Beteiligter Lloyd Georges Fall miterlebte. Robert Rhodes James benutzte 1969 als Herausgeber des Buches Memoirs of a Conservative: J. C. C. Davidson’s memoirs and papers, 1910–37 dessen eigene Listung des Abstimmungsverhaltens der Teilnehmenden als Quelle, die einige geringfügige Abweichungen im Vergleich zu Austen Chamberlains und Andrew Bonar Laws Nachlass aufweist. (Davidson sah ein Endergebnis von 185 zu 88 Stimmen.)
Maurice Cowling schilderte den Niedergang der Koalition in seiner Studie The Impact of Labour 1920–1924: The Beginning of Modern British Politics 1971 unter dem Blickwinkel des Auftauchens der Labour-Partei als realistische Konkurrenz zu den beiden etablierten Parteien. Die durch Labour dargestellte Herausforderung habe dazu geführt, dass die Konservativen sich in ihrer Mehrheit dafür entschieden, Lloyd George zu stürzen und sich danach, als Verteidiger der bestehenden sozialen Ordnung, als eindeutigen Hauptgegner der Labour-Partei zu positionieren.
1973 erschien Michaels Kinnears Buch The Fall of Lloyd George: The Political Crisis of 1922, das den Bruch der Koalition und das Carlton-Club-Treffen zum Thema hat. Darin wertete er auch Chamberlains Nachlass in Bezug auf das Abstimmungsverhalten der anwesenden Abgeordneten aus und stellte es Davidsons Aufzeichnungen gegenüber. Ebenfalls 1973 gaben Chris Cook und John Ramsden das Buch By-Elections in British Politics heraus, in dem John Ramsden im Kapitel „The Newport By-Election and the Fall of the Coalition“ die Auswirkungen der Newport-Nachwahl auf das Treffen und den Fall der Koalition analysierte. Darin kam er zum Schluss, dass das Ergebnis der Nachwahl zwar von lokalen Besonderheiten geprägt war, der Wahlsieg des konservativen Kandidaten Reginald Clarry jedoch großen Einfluss auf den Ausgang des Carlton-Club-Treffens hatte.
John Campbell veröffentlichte 1977 das Buch Lloyd George: The Goat in the Wilderness 1922–1931, eine biografische Studie David Lloyd Georges in der Phase von 1922 bis 1931. These des Buchs ist die Dominanz des Politikers und „Phänomens“ David Lloyd George, der die politische Szenerie auch nach seinem Fall infolge des Carlton-Club-Treffens weiter dominiert habe; dabei schilderte er die innenpolitischen Errungenschaften der Koalition ebenfalls in günstigem Licht.
1979 veröffentlichte der walisische Historiker Kenneth O. Morgan sein Buch Consensus and Disunity – the Lloyd George Coalition Government 1918–1922, in dem er sich eingehend mit der Koalitionsregierung auseinandersetzte. Morgan argumentiert, es habe gute Gründe für die Fortführung der Koalition nach dem Ersten Weltkrieg gegeben und suchte die Koalition, entgegen ihrem schlechten Ruf, zumindest teilweise zu rehabilitieren.
Im Jahr 1984 veröffentlichte der Historiker John Vincent mit dem Buch The Crawford Papers: The journals of David Lindsay, 27th Earl of Crawford and 10th Earl of Balcarres, 1871–1940, during the years 1892 to 1940 eine editierte Fassung der Tagebücher des Earl of Crawford. In diesen findet sich ebenfalls ein detaillierter Bericht über das Treffen im Carlton Club, der verschiedentlich von nachfolgenden Historikern ausgewertet wurde.
2004 veröffentlichte David Powell British Politics, 1910–1935: The Crisis of the Party System. Er deutete die Jahre von 1910 bis 1935 als Schlüsselphase in der politischen Geschichte Großbritanniens und die zunehmenden und heftigen parteipolitischen Konflikte in dieser Zeit als immanente Krise des britischen Parteisystems; dabei beschäftigte er sich auch eingehend mit der Koalition und den Gründen für ihren Bruch.